# Campana (vent)

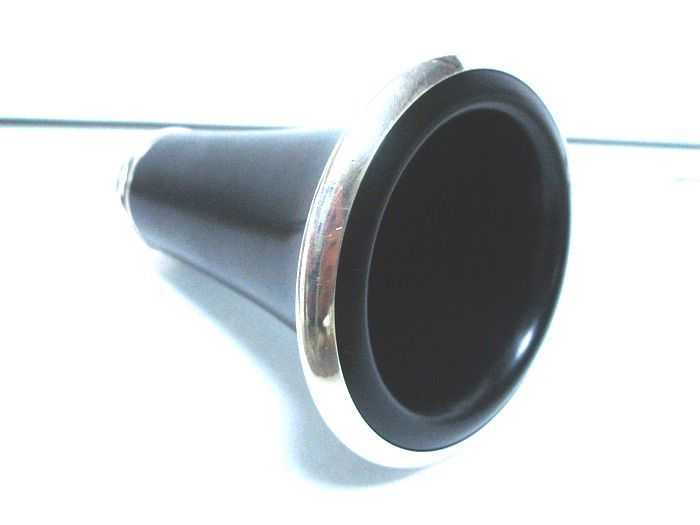
Campana de clarinet

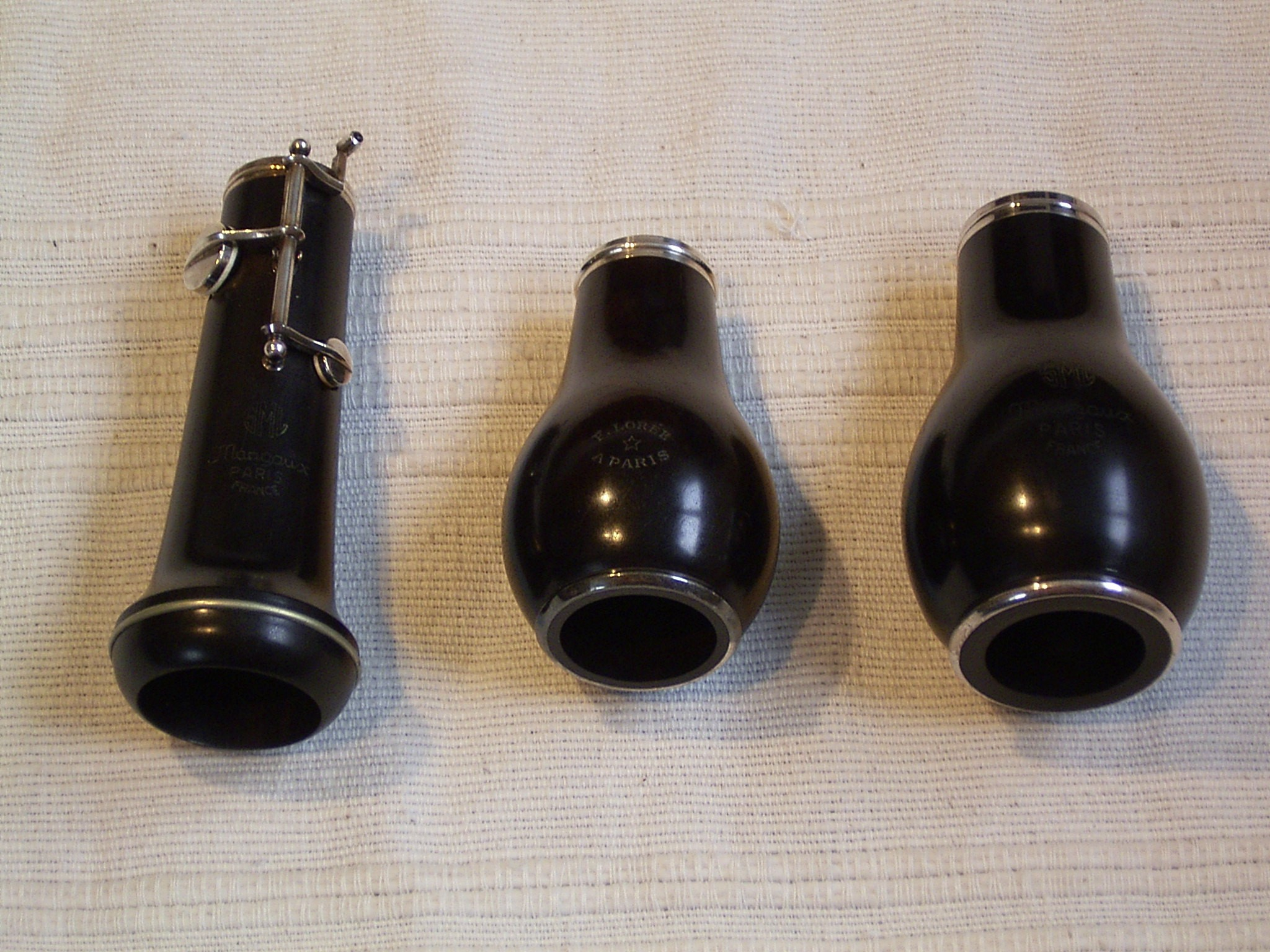
Campanes d'oboè, oboè d'amore i corn anglès

La campana d'un instrument de vent és l'obertura rodona i acampanada situada en sentit oposat a l'embocadura. Es troba en trompes, trompetes i molts altres tipus d'instruments. En instruments de metall, la unió acústica des de la perforació fins a l'aire exterior ocorre en la campana per totes les notes, i la forma de la campana optimitza aquest acoblament. En instruments de vent de fusta, la majoria de les notes es produeixen en obrir els forats superiors; només en notes més greus és necessària la campana parcialment o total, i la seva funció en aquest cas és la de millorar la consistència del to entre aquestes notes i les altres.